# Barbion à croupion rouge
Pogoniulus atroflavus
Espèce
Statut de conservation UICN

 LC  : Préoccupation mineure
Le Barbion à croupion rouge (Pogoniulus atroflavus) est une espèce d'oiseaux de la famille des Lybiidae. Selon Alan P. Peterson, c'est une espèce monotypique.
Son aire s'étend à travers l'Afrique équatoriale.